# Jackie Joynerová-Kerseeová
Jackie Joynerová-Kerseeová (narozená jako Jacqueline Joynerová * 3. března 1962, East St. Louis, Illinois) je bývalá americká sportovkyně, atletka, dvojnásobná olympijská vítězka a dvojnásobná mistryně světa v sedmiboji a olympijská vítězka a dvojnásobná mistryně světa ve skoku do dálky.
Dnes bývá považována za jednu z nejlepších sportovkyň v historii ženské atletiky a nejlepší v sedmiboji. V roce 1994 se stala vítězkou ankety Atlet světa. Její světový rekord v sedmiboji s hodnotou 7291 bodů z roku 1988 je považován za jeden z nejlepších výkonů v historii atletiky a zřejmě ještě dlouho nebude překonán. Celkově šestkrát překonala sedmitisícovou hranici.
V roce 1987 získala zlatou medaili ve skoku dalekém na Panamerických hrách v Indianapolisu. Čtyřikrát získala zlatou medaili v sedmiboji na Hrách dobré vůle (Moskva 1986, Seattle 1990, Petrohrad 1994, New York 1998).

## Osobní rekordy
Dráha
- sedmiboj – 7 291 bodů – 24. září 1988, Soul  (Současný světový rekord)
- skok daleký – 749 cm – 22. květen 1994, New York

Hala
- 60 m př. – 7,81 s – 5. února 1989, Fairfax
- skok daleký – 713 cm – 5. březen 1994, Atlanta